# Svenska astronomiska sällskapet
Svenska astronomiska sällskapet (SAS), grundat år 1919 i Stockholm, är en rikstäckande ideell organisation för astronomiintresserade personer samt astronomiföreningar i Sverige, och har cirka 2700 medlemmar.
Sällskapet ger ut tidskriften Populär Astronomi samt anordnar ett program av populärvetenskapliga föreläsningar, och har sitt säte på AlbaNova i Stockholm.
Sällskapet har sedan 1999 delat värdskapet för astronomikonferensen "Astronomdagarna". År 2012 lanserade sällskapet temadagen "Astronomins dag och natt".
År 2012 grundades Svenska astronomiska sällskapets ungdomsförbund, Astronomisk Ungdom, som riktar sig till åldrarna 6–25 år och har cirka 1200 medlemmar.

## Ordförande
- Karl Bohlin 1919–1926
- Hugo von Zeipel 1926–1933
- Östen Bergstrand 1933–1942
- Nils Nordenmark 1942–1953
- Bertil Lindblad 1953–1958
- Gunnar Malmquist 1958–1964
- Erik Holmberg 1964–1972
- Tord Elvius 1972–1986
- Aina Elvius 1986–1990
- Per Lindblom 1990–1996
- Hans Rickman 1996–2000
- Gösta Gahm 2000–2010
- Jesper Sollerman 2010–2020
- Peter Linde 2020– [8]